# Kaple svatého Vavřince (Karlovy Vary)
Barokní kaple svatého Vavřince v Karlových Varech se nachází v Tylově ulici jižně nad centrem města. Autorsky je neurčena, postavena byla v 18. století.

## Historie

Pohled od kaple na Karlovy Vary, tónovaná litografie, mezi 1850 a 1856

Kaple byla postavena v 18. století na místě starší stavby, poprvé zmiňované již roku 1700. Stávala na tehdy dominantním místě zvaném Laurenziberg – Vavřinecký vrch – nad Novou loukou. Bývala často zpodobňována na karlovarských rytinách z 19. století. Na své kresbě ji zachytil při své návštěvě roku 1808 i německý spisovatel Johann Wolfgang von Goethe.
Se současnou stavbou je spojován rok 1855 a jméno Wilhelm Kandler. Tři niky tehdy zdobily olejové alegorické obrazy Naděje, Důvěry a Laskavosti. V přední nice býval umístěn obraz sv. Vavřince. Tyto byly později nahrazeny obrazy slavných návštěvníků města. Po stranách obrazu bývaly pilastry s drobnými plastikami a nad nikou oválný medailon s reliéfem. Později byly plastiky nahrazeny lucerničkami; obrazy zde vydržely až do padesátých let 20. století. Po nástupu socialismu se nikdo o kapli nestaral a objekt chátral. Až v roce 2010 prošla celkovou rekonstrukcí, následně však byla opět poničena vandaly. V létě roku 2011 bylo, patrně sběrači barevných kovů, strženo měděné oplechování stříšky. Nově omítnuté stěny kdosi posprejoval.

## Popis
Jedná se o hranolovou barokní výklenkovou kapli postavenou na čtvercové základně o rozměrech 1,8 x 1,8 m, celková výška je 5 m. Stavba je zastřešena oplechovanou zvonovitou střechou zakončenou křížkem, pod střechou je široká profilovaná římsa. Na stěnách kaple jsou čtyři obdélné polokruhově zakončené niky o rozměrech 1,6 x 0,9 m. Spodní část stavby tvoří hranolový sokl s obdélnými výklenky. Kaple je umístěna na nízkém kamenném stupni.